# Unificação do Nepal
A unificação do Nepal (nepalês: नेपालको एकीकरण) foi o processo de construção do estado nepalês moderno, a partir de pequenos reinos fraturados, incluindo o Baise Rajya (22 reinos) e o Chaubisi Rajya (24 reinos), que começou em 1743 d.C. (1799 BS). A figura proeminente na campanha de unificação foi Prithvi Narayan Shah, rei de Gorkha. Em 25 de setembro de 1768, ele anunciou oficialmente a criação do Reino do Nepal e mudou sua capital de Gorkha para a cidade de Katmandu.
A dinastia Shah viria a expandir os vários reinos em guerra que ocupavam partes do atual Nepal em um estado-nação que se estendia até o rio Sutlej, no oeste, e Sikkim-Jalpaiguri, no leste. Antes do Império Gorkha, o Vale de Katmandu era conhecido como Nepal após o Nepal Mandala, o nome da região no Nepal Bhasa.